# Fernand Golenvaux
Fernand Golenvaux (Bouge, 5 novembre 1866 - Namur, 21 décembre 1931) était un homme politique belge wallon membre du Parti catholique. Avocat et industriel, il se fait remarquer lors de la défense de Namur pendant la Première Guerre mondiale. Il est l'auteur d'ouvrages sur le sujet.

## Origines
Il est né à Bouge (quartier Moulin à Vent) le 5 novembre 1866. Il est le fils de Ferdinand Jean Joseph Golenvaux, entrepreneur, et de son épouse Julie Hortense Leroy, négociante.

## Fonctions politiques
- Conseiller communal (1895-1931), échevin (1895-1900 et 1906-1924) et bourgmestre (1924-1931) de la ville de Namur.
- Député de la Chambre des Représentants (1914-1929) et sénateur (1929-1931).

## Titres honorifiques
Commandeur de l'ordre de Léopold.

## Vie privée
Fernand Golenvaux a été durant ses études le 2e président de la Royale Union Namuroise des Etudiants de Louvain, lors des années académiques 1886-1887 et 1887-1888. 

## Ouvrages
- Les premiers jours de la guerre à Namur (août 1914), souvenirs de Fernand Golenvaux.